# Differentiated Services Code Point
Differentiated Services Code Point (DSCP) is een veld in de header van een IP-pakket, dat het pakket van een bepaalde classificatie voorziet.
De informatie in dit veld wordt gebruikt om bepaalde datastromen in een IP-netwerk een voorkeursbehandeling te geven. Hiermee kan bijvoorbeeld een tijdkritische videostroom voorrang gegeven worden boven e-mail of een filetransfer.